# Ffortissibros
Ffortissibros ist ein junger Männerkammerchor aus Schwerin, der 2019 gegründet wurde. 2023 erreichte der Chor den ersten Platz beim 11. Deutschen Chorwettbewerb in Hannover.

## Geschichte
Der Männerkammerchor ffortissibros wurde 2019 durch ehemalige Schüler des Musikgymnasiums Goethe-Gymnasium Schwerin in Schwerin gegründet. Der Name „ffortissibros“ entstand angeblich bei einer Probe beim Aufbau einer falsch übersetzten IKEA-Anleitung für ein Notenpult-Modell namens „Förtissibro“. Bereits im Gründungsjahr machte das Ensemble auf sich aufmerksam: Als jüngster und einziger norddeutscher Chor nahm es am Limburger Männerchorfestival teil und wurde dort mit einem goldenen Diplom sowie dem Sonderpreis für die beste Interpretation eines romantischen Chorwerks ausgezeichnet. Kurz darauf übernahm Benedikt Kantert die musikalische Leitung des Chores.
2022 nahm das Ensemble am renommierten Cornwall International Male Choral Festival teil – dem weltweit größten Wettbewerb für Männerchöre – und gewann sowohl die Kategoriensieger- als auch die Gesamtwertung. Dirigent Benedikt Kantert wurde zudem als bester Chorleiter des Wettbewerbs ausgezeichnet.
Ein weiterer Meilenstein war 2023 der erste Platz beim 11. Deutschen Chorwettbewerb in Hannover. Neben der Wettbewerbsteilnahme ist der Chor regelmäßig auf nationalen und internationalen Bühnen zu erleben, unter anderem in der Berliner Philharmonie, im Gewandhaus Leipzig, in der Thomaskirche oder im Dom zu Pisa beim Festival „Anima Mundi“.
2024 war das Ensemble Teil bei den Festspielen Mecklenburg-Vorpommern sowie Teilnehmer der chor.com, dem wichtigsten Branchentreffen der Vokalmusikszene.
Neben klassischem A-cappella-Repertoire widmet sich der Chor interdisziplinären Projekten, der Zusammenarbeit mit Orchestern sowie innovativen Konzertformaten – etwa Gesprächskonzerten, Workshops und Aufführungen an ungewöhnlichen Orten. Ein besonderer Schwerpunkt liegt auf der Wiederentdeckung und Uraufführung vergessener Werke, etwa von Miloslav Kabeláč, sowie zeitgenössischer Kompositionen.

## Aufnahmen
2024 veröffentlichte ffortissibros seine erste eigene CD beim Leipziger Label Rondeau Production, die Weltersteinspielungen von Männerchorwerken des aus Schwerin stammenden Komponisten Friedrich Wilhelm Kücken enthält. Die Aufnahmen entstanden in Zusammenarbeit mit dem Musikwissenschaftler Reinhard Wulfhorst und dem Musikverlag Edition Massonneau.
Im selben Jahr erschien ein musikalisches Feature des Chores auf dem Album Baum der Popkünstlerin Mine, das Einflüsse aus Klassik, Elektronik und moderner Vokalmusik verbindet.

## Auszeichnungen
- 2019: Goldenes Diplom und Sonderpreis für die beste Interpretation eines romantischen Chorwerks beim Limburger Männerchorfestival[2]
- 2022: Kategoriensieg, Gesamtsieg und Auszeichnung für den besten Dirigenten (Benedikt Kantert) beim Cornwall International Male Choral Festival[4]
- 2023: 1. Platz beim 11. Deutschen Chorwettbewerb in Hannover[1]
- 2023: Verleihung des Kunst- und Kulturpreises der Sparkassenstiftung Mecklenburg-Schwerin[7]
- 2023: Eintrag in das Goldene Buch der Stadt Schwerin[8]